# Valentin Roschacher

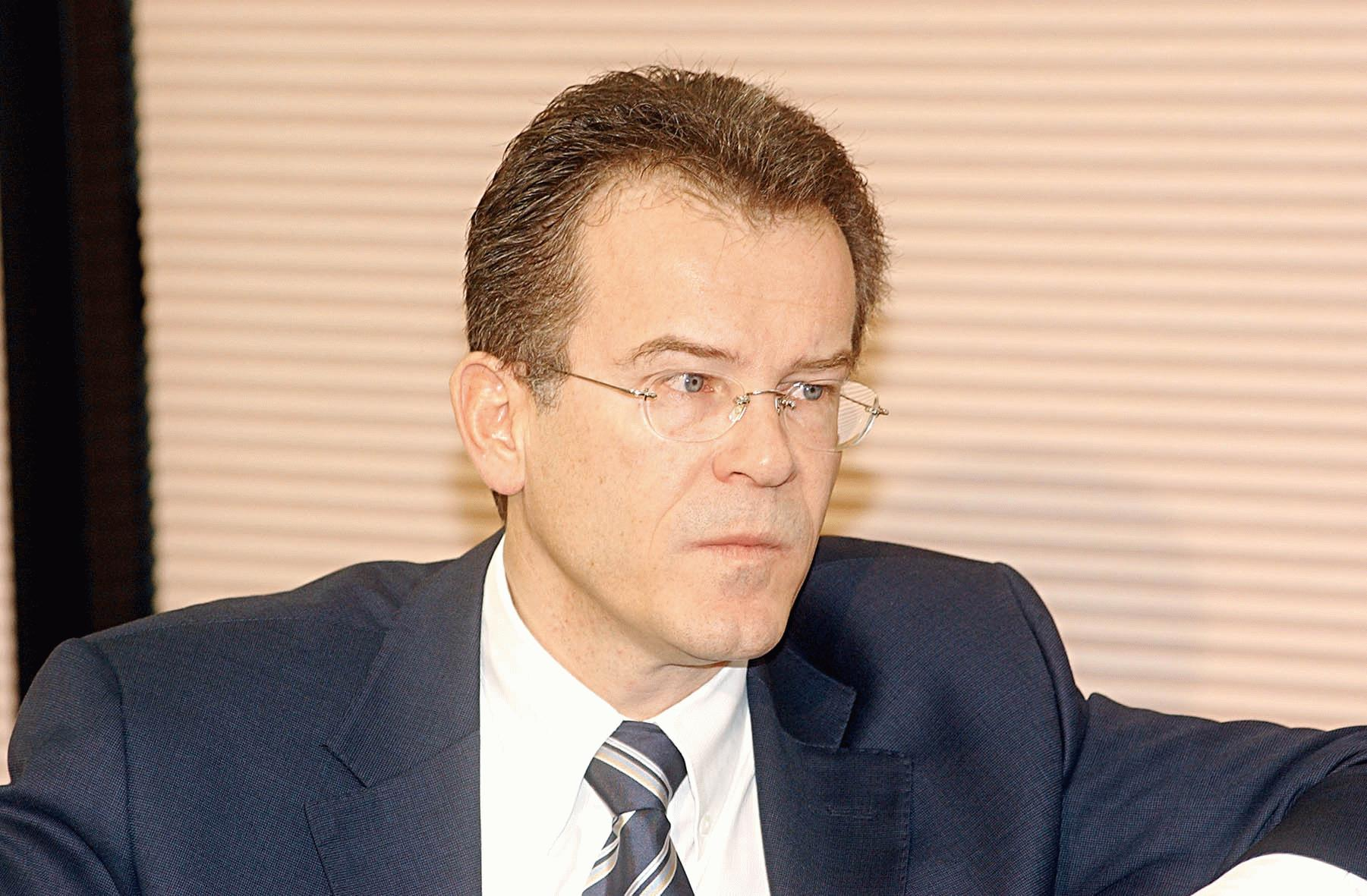
Valentin Roschacher (2003)

Valentin Roschacher (* 23. März 1960 in Zürich) ist ein Schweizer Jurist und Kunstmaler.

## Laufbahn
Valentin Roschacher wuchs in Herrliberg am Zürichsee auf. 1981 bis 1987 studierte er Jura an der Universität Zürich und tätigte 1986 und 1987 ein Lizenziat der Rechtswissenschaft. Zwischen 1988 und 1991 doktorierte er an der Universität Zürich mit einer Dissertation «Die Strafbestimmungen des Bundesgesetzes über Aufenthalt und Niederlassung der Ausländer (ANAG)». 1991 absolvierte er ein Gerichtspraktikum und erhielt 1993 das Zürcher Rechtsanwaltspatent. 1992 bis 1995 war Roschacher Bezirksanwalt an der Bezirksanwaltschaft Zürich. 1995 wurde er Chef der Zentralstellen zur Bekämpfung des Drogenhandels und der Falschmünzerei. Ab Februar 1996 war er Stellvertretender Chef der kriminalpolizeilichen Zentralstellen, bevor er am 1. März 2000 Bundesanwalt wurde.

### Rücktritt
Am 5. Juli 2006 gab er bekannt, dass er zum Jahresende 2006 von seinem Amt zurücktrete. Die Weltwoche schrieb am 1. Juni 2006, er sei im Geldwäscherei-Verfahren gegen Oskar Holenweger von seinem Informanten José Manuel Ramos hereingelegt worden. Roschacher wies dies zurück. Das Bundesstrafgericht kam im April 2011 zum Schluss, dass der Einsatz von Ramos illegal gewesen war und kritisierte die Ermittlungsmethoden der Bundesanwaltschaft und der Bundeskriminalpolizei scharf. Das Gericht sprach Holenweger in allen Punkten frei. Die Neue Zürcher Zeitung sprach von einem «Fiasko» und der grössten Schlappe, welche die Bundesanwaltschaft einstecken musste.
Die genauen Hintergründe von Roschachers erzwungenem Rücktritt sind der Öffentlichkeit nicht bekannt. Am 5. September 2007 äusserte die Geschäftsprüfungskommission Vermutungen, es habe einen Plan zu seiner Absetzung gegeben, an dem neben Holenweger auch das damals unter der Leitung von Bundesrat Christoph Blocher stehende Justizdepartement beteiligt gewesen sei. Dieser Verdacht liess sich nicht erhärten. Der «Fall Roschacher» war ein wichtiges Wahlkampfthema bei den Schweizer Parlamentswahlen 2007.

### Malerei
Seit seinem Rücktritt widmet sich Roschacher hauptberuflich der Malerei. Im November 2007 stellte er seine Bilder mit Berglandschaften erstmals in der Berner Galerie Christine Brügger aus. 2008 folgten Ausstellungen in Latina/Rom und Zürich. 2009 zeigte Roschacher seine Gemälde in einer Einzelausstellung in Moskau. Seine Werke sind in der Sammlung bei Galerie Bromer in Roggwil BE in breitem Umfang vertreten, darunter sein monumentales Panorama der Berner Alpen. Im Rahmen dieser Ausstellung ist auch eine Monografie beim Benteli-Verlag über sein künstlerisches Werk erschienen.
Nach einer Phase mit eher expressionistischen Darstellungen wandte sich Roschacher dem Hyperrealismus zu. Seine Bilder sind oft mit einem Einhaarpinsel angefertigt. Sie zeigen die Bergwelt der Schweizer Alpen.